# Каподистрия, Виаро
Виаро́ Каподи́стрия (греч. Βιάρος Καποδίστριας, граф Capo d’Istria;1774, Керкира, Керкира, Ионические острова, Греция — 1842, там же) — греческий политический и государственный деятель, старший брат президента Греции Иоанна Каподистрия.
Был юрисконсультом на Корфу, в конце XVIII и начале XIX века примкнул к русской партии. Во время войны за освобождение Корфу долго был посредником между восставшими и графом Иоанном Каподистрия, затем в 1828 переселился в Нафплио, где занялся административной работой.
Руководя морскими делами и полицией он нажил себе много врагов своим излишним рвением; его обвиняли в том, что он добивался короны для брата. Когда последний был убит, Каподистрия вернулся на Корфу.